# Гордон, Михаил Владимирович
Гордон Михаил Владимирович (1 июля 1902, Ярославль — 19 января 1968) — советский учёный-правовед, профессор, доктор юридических наук, заслуженный деятель науки РСФСР, заведующий кафедрой гражданского права (1951—1968) Национальной юридической академии имени Ярослава Мудрого.

## Биография
Родился 1 июля 1902 года в городе Ярославле. В 1924 году окончил юридический факультет Харьковского института народного хозяйства. В начале трудовой деятельности занимался практической работой как юрисконсульт ведущих хозяйственных органов: в 1927—1931 годах — юрисконсульт Совнаркома УССР, в 1931—1935 годах — юрисконсульт Наркомторга СССР.
С 1926 по 1929 годы учился в аспирантуре Харьковского института народного хозяйства, затем работал на должностях доцента (1929—1935); в 1940—1941, 1944—1968 годах — профессор, в 1948—1952 годах — заместитель директора по учебной и научной работе, заведующий кафедрой гражданского права (1951—1968) Харьковского юридического института. В годы Великой Отечественной войны был профессором Ташкентского юридического института. В 1935 году утвержден кандидатом юридических наук без защиты диссертации (с учётом написанных работ диссертационного характера). В 1940 году защитил докторскую диссертацию на тему «Основные проблемы советского авторского права». Исследовал проблемы авторского, семейного, наследственного права. В 1967 году был участником международной конференции по пересмотру Бернской конвенции об охране литературных и художественных произведений (Стокгольм).
Умер Михаил Владимирович Гордон 19 января 1968 года.

## Научная деятельность
Подготовил 20 кандидатов наук.
Опубликовал более 70 научных трудов: «Советское авторское право», «Лекции по советскому гражданскому праву», «Договорно-правовые формы борьбы за качество продукции», «Советское гражданское право», «Наследование по закону и завещанию», «Как советский закон защищает семейные права граждан» и др.